# Antje Starost

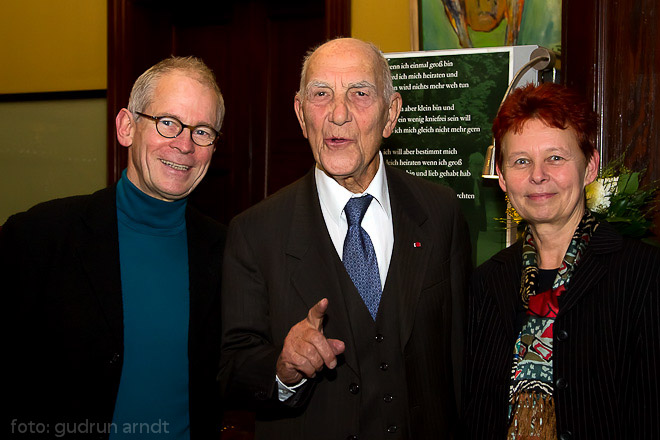
Antje Starost und Hans Helmut Grotjahn mit Stéphane Hessel im Literaturhaus Berlin, Oktober 2010

Antje Starost (* 1950 in Berlin) ist eine deutsche Drehbuchautorin, Dokumentarfilmregisseurin, Kamerafrau und Produzentin. Sie arbeitet seit 1981 regelmäßig zusammen mit dem Filmemacher Hans Helmut Grotjahn (* 13. August 1943 in Braunschweig).

## Leben und Werk
Antje Starost wurde in Berlin-Prenzlauer Berg geboren. Nach dem Abitur am Hildegard-von-Bingen-Gymnasium in Köln, Studium in Berlin, Diplom-Pädagogin mit dem Schwerpunkt Medien. Lehrtätigkeit an der FU Berlin. 1975 Gründung vom Medienzentrum, Produktionsgruppe Jugend- und Bildungsarbeit. Ziel ist die Herstellung von Multi-Media-Produktionen und Dokumentationen im Rahmen von praktischer Medienarbeit an sozialen Brennpunkten. Schwerpunktthemen: Lebensverhältnisse von Jugendlichen, Jugendarbeitslosigkeit, Jugendzentrumsbewegung, Kinder in der Großstadt, Berufsbilder u. a. Die Produktionen werden deutschlandweit in den Bereichen Weiterbildung, Hochschulen, gewerkschaftliche Bildung, in Jugendfreizeitheimen, Kindergärten eingesetzt.
Ab 1978 belegte sie ein Studium an der Deutschen Film- und Fernsehakademie Berlin. Der 1. Studienfilm Marika und Caterina wurde vom ZDF Kleines Fernsehspiel 1981 ausgestrahlt. 1980 gründete Antje Starost ihre eigene Produktionsfirma. Die Antje Starost Film Produktion entwickelt vor allem Originalstoffe, Drehbücher und stellt Kinofilme her. Der Schwerpunkt liegt im Dokumentarfilm für das Kino. Drei Kinoprojekte wurden zudem beim Development durch MEDIA gefördert. Daneben werden Auftrags-Produktionen für TV, öffentliche Institutionen sowie kirchliche Träger realisiert. Hörspiele und Features gehören ebenso zum Arbeitsspektrum.
2011 wurde ein eigenes DVD Label gegründet.

## Filme
Der Diplomat (zusammen mit Manfred Flügge) ist der einzige Dokumentarfilm, in dem Stéphane Hessel selbst durch die Stationen seines Lebens und Überlebens führt. Auch beantwortet er die Frage, warum er das Kind aus dem Klassiker Jules und Jim von François Truffaut ist. Der Diplomat hatte seine Premiere im Internationalen Forum des jungen Films auf der Berlinale 1995 und war der Eröffnungsfilm der Berliner Festwochen. Eine unerwartete Aktualität und Wiederaufführung im Kino gewann er durch den Bestseller von Stéphane Hessel Empört Euch.
Auch Wurlitzer oder die Erfindung der Gegenwart (1985) hatte Premiere auf der Berlinale. Er erzählt die Lebensgeschichte von Hans Vogt, einem der Erfinder des Lichttonfilms, auf eine „eigenwillige Art zwischen den Genres Dokumentarfilm, Spielfilm und Essay“ und „fesselt durch die Intensität seiner filmischen Sprache.“ (Ulrich Gregor, Internationale Filmfestspiele Berlin 1986)
Wurlitzer oder die Erfindung der Gegenwart erlebte 2012 eine Wiederaufführung und Starost/Grotjahn wurden als 1. Preisträger mit dem Hans-Vogt-Filmpreis der Stadt Rehau geehrt.
Chaupi Mundi-Die Mitte der Welt (1993) war der erste Dokumentarfilm in Kinolänge für das Kinderkino, ein Genre, das in Deutschland eher selten zu finden ist. Er sorgte bei seiner Premiere im Wettbewerb vom Festival Goldener Spatz 1993 für Kontroversen in Fachkreisen. Das Kinder- und Kinopublikum dagegen macht ihn zum „Filmklassiker“, der ebenfalls im Repertoire läuft. Schäfer/Schoor sprechen bei Chaupi Mundi – Die Mitte der Welt von einer „überzeugenden Konzeption“ und Webersinke resümiert in ihrer Diplomarbeit: „allein auf weiter Flur, was zumindest die erfolgreiche Umsetzung eines semidokumentarischen Originalstoffes für das Kinder Kino anbetrifft.“
Der Kino-Dokumentarfilm 7 oder Warum ich auf der Welt bin hatte seine Uraufführung bei den Internationalen Hofer Filmtagen (2011), lief auf 30 Festivals, gewann u. a. den Hauptpreis für Dokumentarfilm bei den Biberacher Filmfestspielen und ist im arthouse Kino wie im Kinderkino ein longseller. Die Deutsche Film- und Medienbewertung FBW verlieh 7 oder Warum ich auf der Welt bin das „Prädikat besonders wertvoll“ und ernannte ihn zum Film des Monats. In der Begründung heißt es:

„Dieser außergewöhnliche Dokumentarfilm widmet sich ausschließlich seinen jungen Protagonisten aus Berlin, Paris, Bulgarien, Kreta und Ecuador, ohne Bezüge auf die Erwachsenenwelt. Die Regisseure Antje Starost und Hans Helmut Grotjahn nehmen den kindlichen Kosmos absolut ernst. So gelingen ihnen lockere und ehrliche Interviews mit viel Entfaltungsraum. Eine unterhaltsame Patchwork-Arbeit aus kindlicher Weisheit, frischer Lebenslust und positiven Energien!“

7 oder Warum ich auf der Welt bin ist zudem aufbereitet mit pädagogischem Begleitmaterial gelistet u. a. bei Durchblick / Bundesverband Jugend und Film und bei den Stuttgarter Kinderfilmtagen.

## Filmografie (Auswahl)
Alle Filme gemeinsam mit Hans Helmut Grotjahn
- Marika und Caterina (1981) ZDF, Regie, Kamera und Co-Produktion
- Schuhmann (1985) Regie, Kamera und Co-Produktion
- Wurlitzer oder Die Erfindung der Gegenwart (1985) Regie, Kamera, Produktion
- Malen ist Leben – Fritz Köthe (1987) Regie, Produktion
- Außen wie ein Stein (1988) SFB, Regie
- Faces (1988), Regie, Kamera, Produktion
- Dem (1989), Regie, Produktion
- Mit wachen Augen (1989) SFB, Regie
- Chaupi Mundi – Die Mitte der Welt (1992) Regie, Kamera, Produktion
- Der Diplomat (1995) Regie (zusammen mit M. Flügge) Kamera, Produktion
- Das Schweinchen (1998) Regie, Kamera, Produktion
- Elena und Pancha (2000 ZDF/Kika) Regie, Kamera
- Die erste große Liebe (2003) WDR/arte Regie, Co-Produktion
- Stéphane Hessel (2008) Regie, Produktion
- 7 oder Warum ich auf der Welt bin (2010) Regie, Co-Produktion
- Geschichte einer Liebe – Freya (2016) Regie
- Empört Euch! Engagiert Euch! Stéphane Hessel (2017) WDR/arte, Regie
- 7 oder Wie halte ich die Zeit an (2023) Regie, Produktion

## Hörspiele
- Schön wohnen – Erfahrungen bei der Wohnungssuche (zusammen mit Erhard Backhaus, Hans Helmut Grotjahn, Karl-Heinz Schmidt) RIAS/NDR 1977
- Los, frag doch los! Über die Schwierigkeit der Medienarbeit mit Jugendlichen (zusammen mit Backhaus, Grotjahn) SFB 1977
- Großvater und die Berge, 8 Folgen im Ohrenbär, SFB 1998
- O-Ton-Feature Ein Kind von Jules und Jim – Die Wiedergeburt des Stéphane Hessel, Deutschlandradio Kultur 1997/2002/2011/2014

## Festivals (Auswahl)
- Internationale Filmfestspiele Berlin, Internationales Forum des jungen Films
- Internationale Hofer Filmtage
- Duisburger Filmwoche
- Internationale Kurzfilmtage Oberhausen
- Internationale Leipziger Dokumentar- und Kurzfilmwoche
- Filmfest München
- Chicago International Film Festival
- Festival des Films du MondeMontreal
- International Film Festival Rotterdam
- Edinburgh International Film Festival
- Festival Internacional De Cinema Da Figuera da Foz
- Festival Internacional del Nuevo Cine Latinamericano Havanna
- Odense International Film Festival
- Krakow Film Festival
- Zlín Film Festival
- Beirut International Film Festival
- International Youth Film Festival, Seoul
- Istanbul International 1001 Documentary Film Festival
- Cinesparks Australian Film Festival Brisbane
- Retrospektive: Figuera da foz (1995)

## Auszeichnungen / Preise
Für 7 oder Warum ich auf der Welt bin
- Preis für den besten Dokumentarfilm (Biberacher Filmfestspiele[15])
- Best Documentary (International Film Festival, Armenia)
- Grand Prix (International Film Festival, Armenia)
- Special Mention (Olympia Int. Filmfestival, Pyrgos, Griechenland)
- Adult Jury Award for Best Picture[16]
- Mencion honorifica, Preis der Kinderjury (16th Childrens Filmfestival Mexico)
- Prädikat besonders wertvoll und Dokumentarfilm des Monats der FBW

für Wurlitzer oder Die Erfindung der Gegenwart
- 1. Preisträger des Hans-Vogt-Filmpreises der Stadt Rehau (2012)